# Isidore van Kinsbergen
Isidore van Kinsbergen né le 3 septembre 1821 à Bruges et mort le 10 septembre 1905 à Batavia est un graveur et photographe néerlandais.

## Biographie
Isidore van Kinsbergen fut le premier à prendre des clichés archéologiques et culturels de Java au XIXe siècle, alors que l'île appartenait à la colonie des Indes orientales néerlandaises.

Photographies par Isidore van Kinsbergen
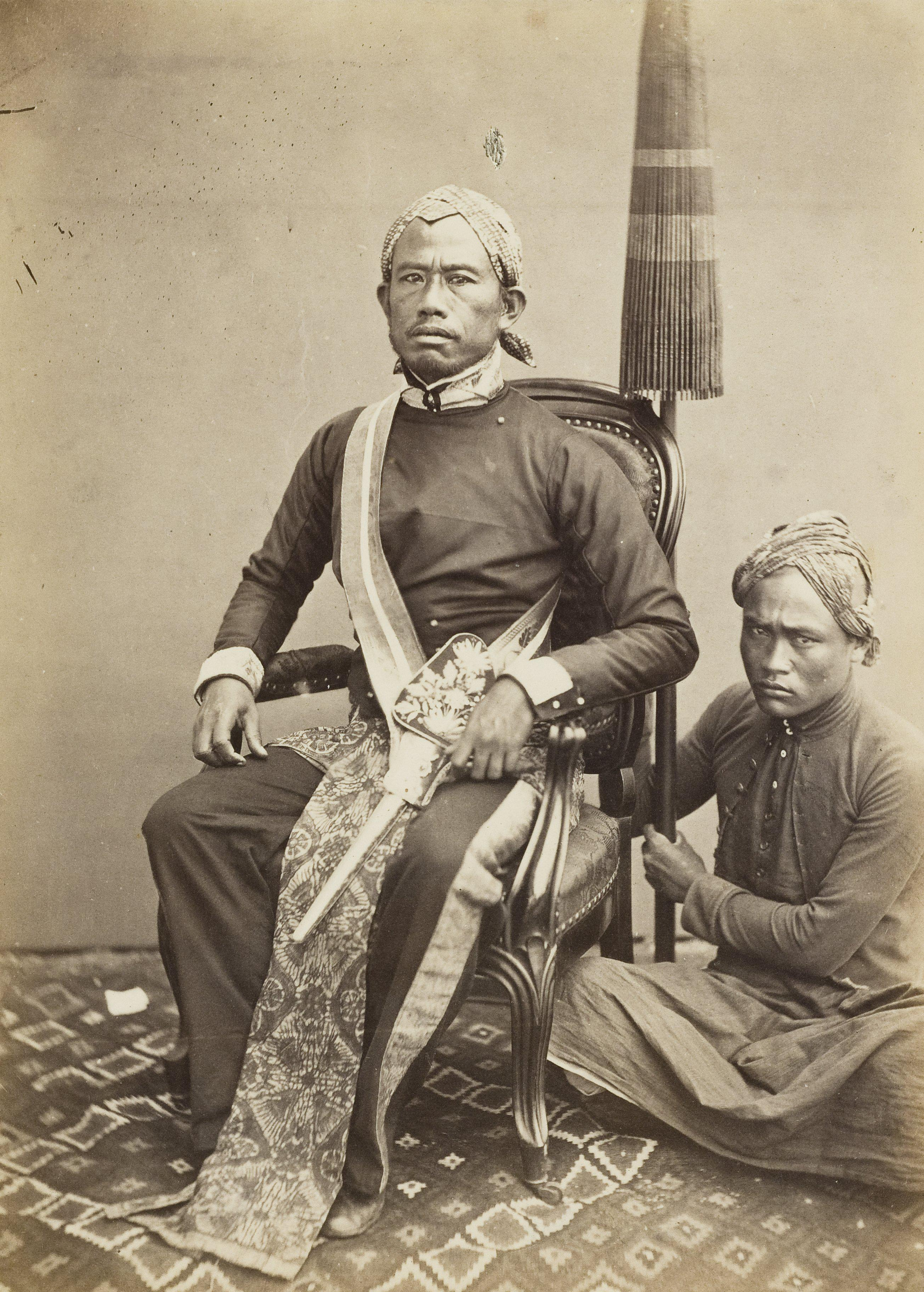
Le régent de Bandung avec son porteur de parasol (entre 1863 et 1865).
Assortiment de fruits à Batavia (vers 1870).
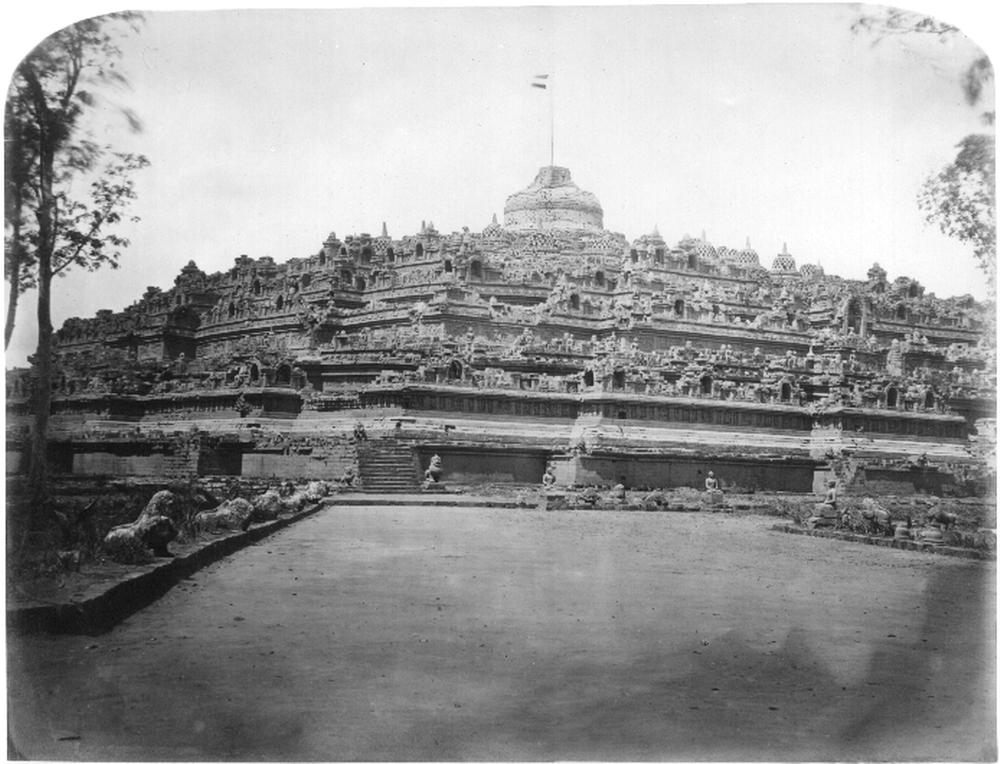
Borobudur (vers 1873).